# Wahlen zur Territorialversammlung in Niger 1957
Die Wahlen zur Territorialversammlung in Niger 1957 fanden am 31. März 1957 statt.

## Hintergrund
Niger war zum Zeitpunkt der Wahlen ein Überseegebiet Frankreichs. Die Territorialversammlung war das Parlament des Überseegebiets, dessen damals fünfzig Mitglieder zuletzt bei den Wahlen zur Territorialversammlung 1952 gewählt worden waren. Die nunmehr sechzig Parlamentarier sollten 1957 erstmals unter Anwendung des allgemeinen Wahlrechts gewählt werden. Die Partei Union unabhängiger Nigrer und Sympathisanten (UNIS), die bislang alle Sitze in der Territorialversammlung innegehabt hatte, hatte sich kurz vor den Wahlen, am 24. Februar 1957, selbst aufgelöst.

## Ergebnisse
Die Wahlen fanden am 31. März 1957 statt. Die Wahlbeteiligung betrug 28,63 %.
| Partei                                 | Mutterpartei                               | Sitze |
| -------------------------------------- | ------------------------------------------ | ----- |
| Sawaba                                 | Afrikanische Sozialistische Bewegung (MSA) | 41    |
| Nigrische Fortschrittspartei (PPN-RDA) | Afrikanische Demokratische Sammlung (RDA)  | 19    |
| Gesamt                                 | Gesamt                                     | 60    |

## Folgen
Niger bekam unmittelbar nach den Wahlen erstmals eine eigene Regierung, den Conseil de gouvernement. Der Regierungschef war der jeweilige Gouverneur Frankreichs in Niger, dies war zum Zeitpunkt der Regierungsbildung Paul Bordier. Stellvertretender Regierungschef wurde Djibo Bakary vom Wahlgewinner Sawaba. Auch die übrigen Minister gehörten dem Sawaba an. Zum Parlamentspräsidenten der Territorialversammlung wurde Georges Condat gewählt. Nach dem Verfassungsreferendum am 28. September 1958 wurde die Territorialversammlung am 14. November 1958 aufgelöst und Neuwahlen am 14. Dezember 1958 anberaumt.